# Renaixença econòmica

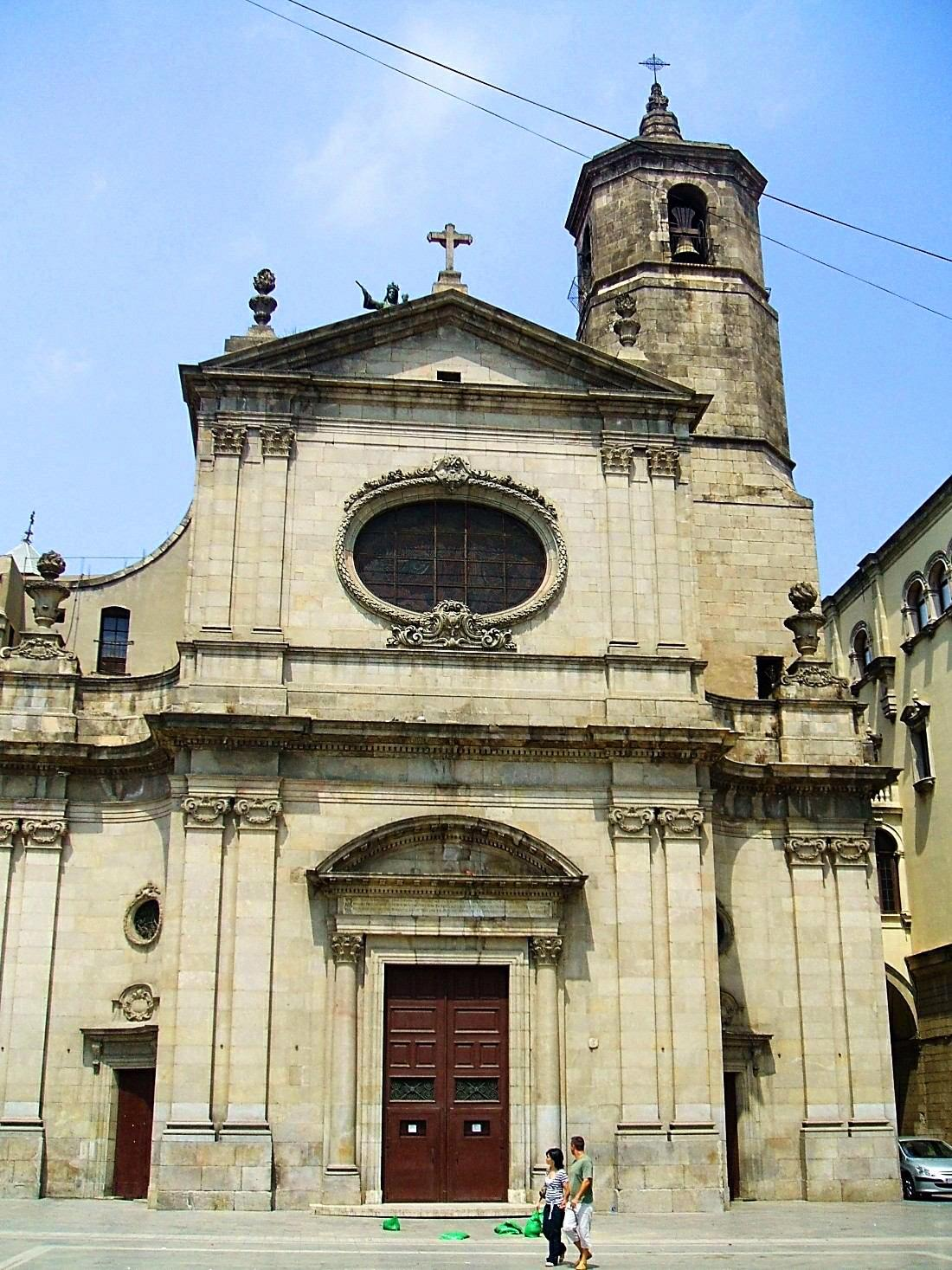
Basílica de la Mercè. Construïda per Josep Mas i Dordal amb la façana projectada per Carles Grau, entre 1767 i el 1775.

La Renaixença econòmica fa referència a la societat i l'economia de la Catalunya il·lustrada del segle xviii. Després de la derrota de 1714, circumstàncies històriques favorables van coadjuvar-se per fer possible la renaixença econòmica catalana que culminaria un segle més tard amb la Revolució Industrial de Catalunya.
La Catalunya de l'inici del segle xviii és una societat de senyors i pagesos. En canvi, l'estructura social de mitjan segle xix és ja sota l'hegemonia d'empresaris i treballadors. D'un extrem a l'altre va tenir lloc la transformació del sistema senyorial en una economia de mercat en procés d'industrialització.

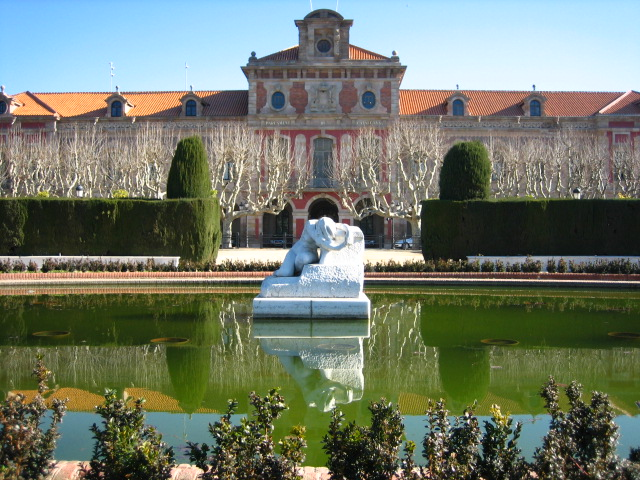
Parlament de Catalunya a l'antic arsenal de la Ciutadella de Barcelona. Va ser un projecte de Joris Prosperm van Verboom y de Wolf. Va ser concebuda per controlar la ciutat, no per defensar-la després de la desfeta nacional de 1714. De la ciutadella original han sobreviscut l'arsenal (actualment Parlament de Catalunya), el palau del Governador (actualment Institut Verdaguer) i l'església castrense.

## De la societat estamental a la societat de classes

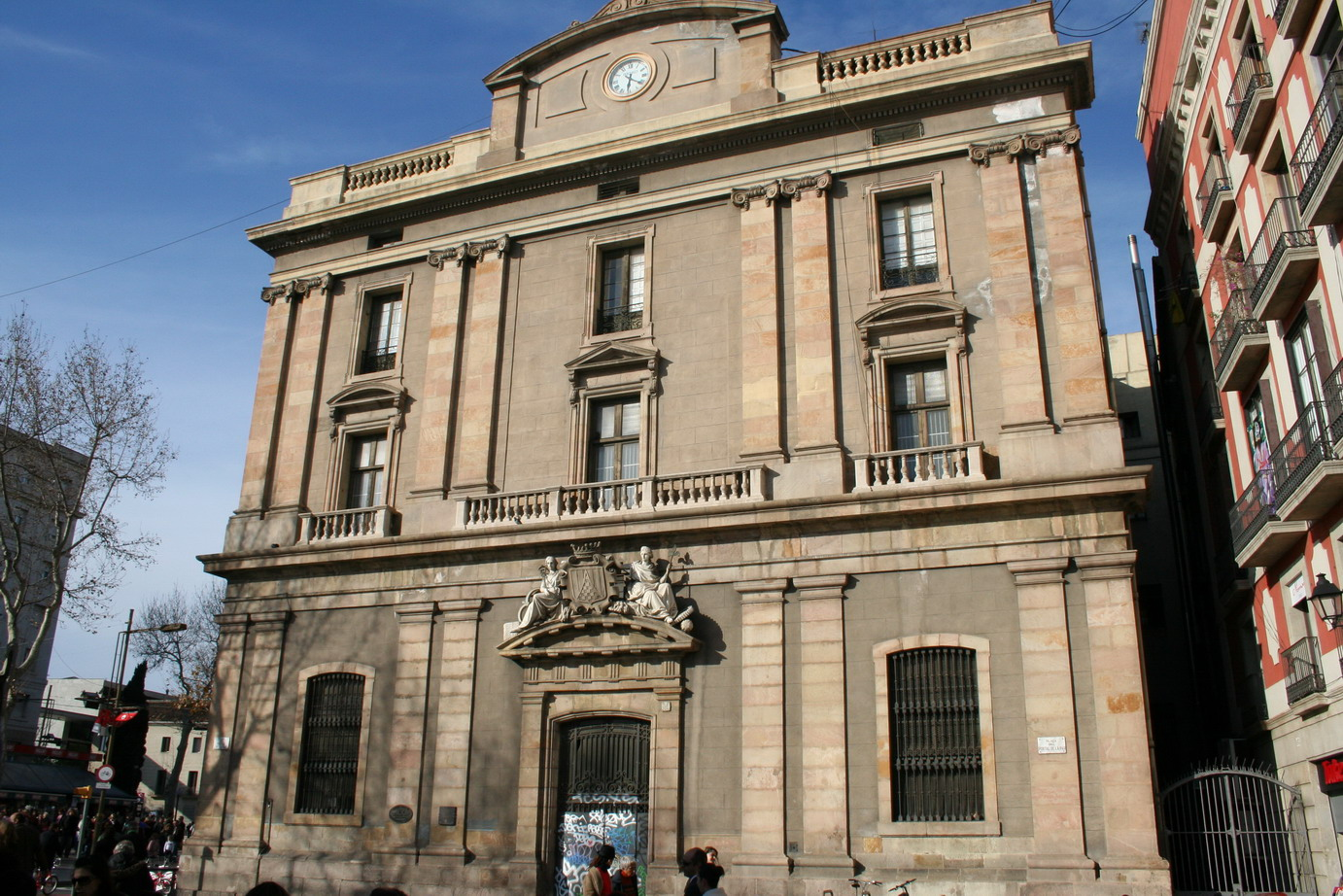
Antiga foneria de canons a la Rambla de Santa Mònica de Barcelona. Edifici original de 1777. Va ser reformat el 1858 per Josep Oriol Mestres i Esplugas, per convertir-lo en la seu del Banc de Barcelona, de Manel Girona.

### La noblesa
La captura dels excedents agraris pels senyors a través de prestacions d'ordre personal i econòmic i a través de diversos monopolis -molins, forns, fargues, hostals, carnisseries...- constituïa el mecanisme central d'articulació de les relacions socials i de redistribució de la renda interior. De tota manera, una part substancial dels ingressos de l'aristocràcia procedia dels pagaments del delme, és a dir, la dècima part de la collita que a tot Europa es reservava a l'Església.
La propietat senyorial havia anat acomodant-se al règim emfitèutic. Aquesta condició derivava del principi de la divisió de drets de propietat. El propietari directe -com l'Església mateix- es reservava un cens emfitèutic anual i un lluïsme o percepció proporcional en cas de venda. El propietari útil detenia un dret real sobre la terra com a cosa pròpia, bé que subordinat al domini directe. Amb la generalització d'aquesta fórmula des de l'edat mitjana, els camperols havien esdevingut quasi propietaris.

#### El declivi de la renda senyorial
L'evolució a llarg termini dels ingressos senyorials en termes reals mostra l'acceleració creixent d'una tendència de declivi. Des de la segona meitat del segle xvi, i durant prop de cent anys, les rendes senyorials no van parar de baixar. Per un altre centenar d'anys no van conèixer millora de cap mena o van ser molt lleugeres, acumulant, doncs, una gran erosió. La trajectòria de l'ingrés senyorial a Catalunya al llarg d'aquests tres segles no es va diferenciar gaire d'allò que va ser gairebé general a Europa: una caiguda continuada.
Després del 1800, la crisi de l'Antic Règim en va precipitar l'extinció.

### La societat pagesa
En una anàlisi comparativa amb l'Europa meridional, l'estructura social es va singularitzar per la feblesa relativa de la noblesa i, sobretot, per la fortalesa de la condició econòmica de la pagesia. La propietat de la terra, la pauta matrimonial, l'organització típica de la família i el règim d'herència van ser factors directament relacionats entre si i orientats a assegurar la integritat de l'empresa agrària.
Malgrat la jerarquització de la societat rural, amb la noblesa i el clergat al vèrtex, el camp es caracteritzava per una explotació familiar ben dimensionada en règim de propietat o domini útil sota contracte emfitèutic. Gran part de l'expansió vitícola del segle xviii i la primera meitat del XIX es va dur a terme a través dels contractes a rabassa morta, que garantien la possessió del cultivador per a períodes molt llargs. Quedaven encara àmplies capes d'agricultors sense terra que s'ocupaven del conreu en parceria o com a jornalers.

#### La transformació de la pagesia
La caiguda de l'ingrés senyorial, en termes reals, des del darrer vintenni del segle xviii es relaciona amb un cert augment de la conflictivitat senyorial. L'anàlisi sistemàtica dels processos judicials entre 1751 i 1808 mostra que a Catalunya no s'hi van produir protestes generals ni revoltes camperoles contra els drets senyorials, com la del País Valencià de 1801.
Els pagesos van desenvolupar una estratègia de diversificació dels conreus en resposta als nous requeriments del mercat. Però també com a forma d'evitar el pagament dels drets tradicionals als senyors.
Els conflictes entre senyors i pagesos eren bàsicament de caràcter econòmic, sense entrar gaire en qüestions relacionades amb l'exercici del poder local i els drets dels senyors. Els punts d'atenció principal són: la definició de la propietat de la terra i de l'aigua i les exigències del delme.
La disminució de la part de la renda total capturada pels senyors havia d'ampliar la part retinguda pels camperols. L'abolició dels drets senyorials i dels delmes i la redempció de censos emfitèutics, amb la revolució liberal, van consolidar el control de la pagesia sobre la terra.
Els conflictes a les àrees rurals després del canvi institucional es van relacionar amb les càrregues tributàries del nou règim liberal més que no pas amb temes de propietat o rendes.

### La burgesia ascendent
La classe ascendent per excel·lència al segle xviii era la burgesia comercial, que dirigia l'expansió econòmica i prosperava amb l'èxit del comerç amb la resta d'Espanya i amb l'exterior. Al mateix temps va fer inversions en la producció manufacturera i va adquirir altres funcions que la van acostar als empresaris moderns. Els grans comerciants operaven des de les places més importants, amb Barcelona al davant, i actuaven sovint en col·laboració amb comerciants estrangers, tant al territori mateix com als mercats d'exportació. Aquest procés va ser protagonitzat per una protoburgesia emergent, el paradigma de la qual és Erasme de Gònima i Pasarell.

#### Un medi innovador

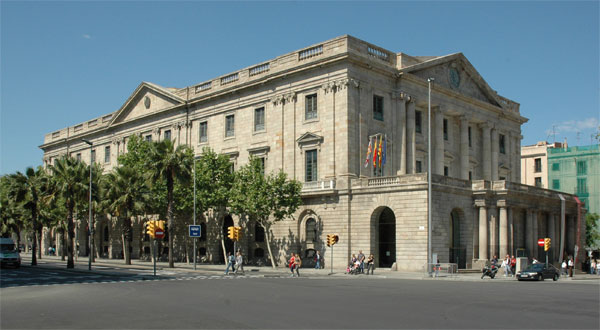
Llotja de Mar primera ubicació de l'escola de la Llotja.

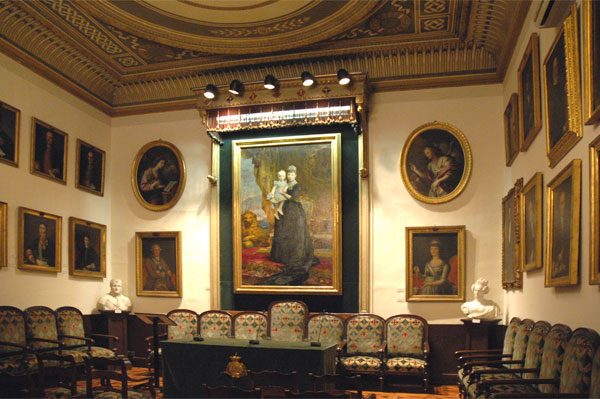
Llotja de Mar. Saló d'Actes de la Reial Acadèmia Catalana de Belles Arts de Sant Jordi, Barcelona.

Els grans comerciants de Barcelona van ser al davant del moviment per al desenvolupament econòmic, en estreta relació amb l'ajuntament i altres corporacions locals des de mitjan segle xviii.
Ells van fundar la Reial Companyia de Barcelona, l'any 1756, per impulsar el comerç amb Amèrica. La creació de la Junta de Comerç de Barcelona, el 1760, va proporcionar-los un instrument poderós, així com els recursos per a dur a la pràctica noves iniciatives. La Junta de Comerç es va ocupar de la millora del port i de les comunicacions i va estimular de moltes formes distintes l'adaptació al procés de creixement: premis a les innovacions tecnològiques; ajuts per a la renovació de l'utillatge de la manufactura; suport a l'establiment d'artesans i tècnics estrangers; suport a pensionistes per a aprendre noves tècniques a l'estranger; i, fins i tot, finançament d'operacions d'espionatge industrial a gran escala a l'Europa avançada.
L'any 1770 es va crear l'Escola de Nàutica. També es van establir càtedres de química (1805), mecànica (1808), economia política (1814) i matemàtiques (1816) per a la difusió dels nous coneixements.
La Junta va donar pas a una Comissió de Fàbriques que prendria el relleu de la promoció dels interessos industrials com un potent lobby davant del poder central. Aquest entramat institucional, de caràcter privat, actuava com una autèntica xarxa d'innovació sobre un teixit social molt receptiu. Les interaccions entre les iniciatives individuals i aquest medi innovador van ser la clau decisiva del trànsit cap a la nova indústria.

### La formació de l'empresariat industrial
La nova indústria emergent va ser l'obra directa de la nova classe social dels empresaris. Els seus orígens socials són molt diversos: alguns procedien de les files del capital comercial tradicional, tres eren cabalers que havien rebut fons invertibles i els aplicaven a sectors de futur i, encara se'n troben que havien fet estalvis a les colònies americanes. Però la immensa majoria procedien de la manufactura mateix i, sovint, de l'artesanat i dels treballadors més especialitzats.
L'empresari innovador va sorgir de persones que tenien ja una especial familiaritat amb la tecnologia i amb el mercat, que havien viatjat, per negocis, estudis o altres motius (l'exili dels liberals, per exemple), i detectat l'existència d'oportunitats per obtenir guanys. El pas del comerç a la indústria va ser una decisió empresarial i va resultar propiciat, en comparació amb altres territoris de l'Europa meridional, per l'elevada proporció del sector monetitzat de l'economia.
Les diferències quant a la possessió d'informació sobre nous productes i nous processos i sobre mercats i canals de comercialització -Espanya endins o a les Antilles- van ser una dada central per a la decisió d'aplicar-se al cotó com a activitat industrial. L'èxit de la iniciativa inicial va ser determinant per a la continuïtat a través de l'autofinançament amb els beneficis aconseguits.
L'experiència americana en el sector cotoner va servir de referència per a molts empresaris catalans, que hi van veure l'oportunitat de treure'n un bon rendiment.
La varietat de casos va ser tanta com les històries personals dels nous empresaris, però el resultat va ser clar: la proliferació d'iniciatives i la creació d'un nombre molt elevat d'empreses. Els molt grans projectes empresarials no van abundar. La paradoxa és només aparent: l'èxit de la industrialització va sorgir de l'abundància d'assajos i no d'un cop de fortuna aïllat.

### La gestació de la classe obrera moderna
El predomini de l'explotació familiar pagesa a l'agricultura del segle xviii es combinava amb una gran massa de camperols sense terra, sobretot a mesura que la població creixia. L'any 1779 més de la meitat de la població activa masculina agrària era integrada per peons o jornalers. A Espanya, només Andalusia, Múrcia i Castella la Nova presentaven taxes d'assalarització de la força de treball superiors al 56% català.
La nombrosa població rural dependent d'un salari havia de trobar-se forçosament en condició de desocupació o, almenys, de subocupació, atesa la sòlida estructura de les explotacions familiars. Així es va anar conformant una abundant oferta de treball a les cases rurals, sobretot a temps parcial, que es conjugava bé amb la demanda creixent dels comerciants manufacturers de la protoindustrialització. El món rural a l'acabament del segle xviii era parcialment impregnat d'activitats manufactureres disperses, que ocupaven sobretot dones i nens.
La introducció dels nous mitjans tècnics de filar, a partir de la jenny, exigia treballadors especialitzats. Els canvis en la filatura requerien una nova organització del treball, atès el recurs a l'energia inanimada d'origen hidràulic. I també, a causa de l'interès dels empresaris a mantenir les màquines permanentment actives per tal d'amortitzar-les i maximitzar els guanys, els treballadors de la manufactura dispersa es van desplaçar gradualment cap a la fàbrica.
L'estructura descentralitzada i preindustrial del tissatge va perviure més que la de la filatura. Mantenia una massa abundant de treballadors al seu domicili, treballant pel compte de tercers gairebé sempre amb remuneració per peça feta. Però també els teixidors van acabar concentrats als locals de la fàbrica, a partir del moment en què s'imposava el teler mecànic, tant al cotó com a la llana. En tot cas, la manufactura dispersa va donar lloc a la manufactura concentrada, i aquesta, a la fàbrica.
El bateig de foc de la nova indústria va coincidir amb la liquidació de la filatura dispersa a la branca del cotó. La immensa fàbrica Bonaplata, en efecte, va ser assaltada i destruïda la nit del 5 al 6 d'agost de l'any 1835. També van ser cremades una fàbrica de blanqueig de Gràcia, moguda amb màquina de vapor, i la primera a mecanitzar el tissatge a Sallent, totes dues de Vilaregut. Una part de la societat catalana es resistia a acceptar el canvi econòmic i tecnològic que arrelava amb força a altres zones d'Europa.

## Les transformacions econòmiques
A l'inici del segle xix, David Ricardo va formular la teoria sobre els avantatges de l'especialització a partir del famós exemple dels tèxtils anglesos i el vi portuguès: els dos països traurien partit dels intercanvis, fins i tot si un tingués l'avantatge absolut en els dos conjunts de béns, perquè aconseguirien avantatges comparatius a la producció d'un d'aquests països. Catalunya es va especialitzar, precisament, en les dues mercaderies de l'exemple: vins i teixits.
L'agricultura, particularment la producció especialitzada i exportadora amb base vitícola, es va expandir de forma decidida des del segon decenni del segle xviii. La recuperació econòmica era ja efectiva cap al 1730, però no va ser fins a la meitat del segle que va créixer el comerç exterior. Al decenni del 1760, la inversió industrial, a través de la producció d'indianes i l'inici de la filatura de cotó, va impulsar la gran transformació. El tèxtil es va aplicar a un procés de canvi tecnològic que va desembocar, en la dècada de 1830, en l'inici de la industrialització.

### Les tendències dels preus i els problemes monetaris
Les més consistents de les dades relatives a les magnituds econòmiques per al conjunt del període són les sèries de preus, en especial dels cereals. Els índexs corresponents, al marge de les variacions estacionals i cícliques, dibuixen una tendència a l'alça contínua al llarg del segle xviii i principis del XIX. Els elevats preus de les subsistències traduïen els desequilibris entre oferta d'aliments i població, així com les conseqüències de les guerres que afectaren el país a partir del segle xix: Guerra del Francès la Primera Guerra Carlina (1833-1840).
A l'escassetat creixent d'aliments del segle xviii s'hi van afegir causes monetàries al final del segle. El bloqueig anglès, de bon començament, i la insurrecció criolla a les colònies, després, van posar fi al proveïment de plata de procedència americana, que havia estat la base de l'Imperi Espanyol i també del seu sistema financer.
La moneda metàl·lica esdevenia més i més rara. La disminució de l'estoc monetari se sumava a la contracció de l'oferta de mercaderies d'origen exterior produïda per les guerres. A mesura que la situació monetària tendia a estabilitzar-se a l'acabament de la Guerra del Francès els preus van començar a baixar. Val a dir que la Junta Suprema de Catalunya havia creat una Casa de Moneda el 1809 amb seu a Reus, que després va traslladar a Tarragona i, a la fi, a Palma. La seca catalana va encunyar quantitats de moneda d'or i de plata relativament importants.

### La recuperació agrícola
L'expansió econòmica del segle xviii va començar al sector agrari a través de: l'extensió dels artigatges de noves terres, que es va produir d'una forma general a tot el territori i l'especialització dels conreus amb vista a una comercialització molt àmplia dels productes.
El tret global més característic de l'agricultura del període és el seu caràcter comercial, és a dir, la reduïda proporció de la producció agrària destinada a l'autoconsum camperol. Això vol dir un paper central per al mercat quant a les decisions dels agents econòmics i una quota superior de racionalitat des del punt de vista social.
Durant el segle xviii, l'expansió econòmica que es va iniciar al sector agrari va fer que només una proporció molt petita de la producció es destinés a l'autoconsum. El producte agrícola es va convertir, bàsicament, en un bé comercial.

#### La producció d'aliments bàsics
La producció domèstica de cereals va anar avançant al llarg del segle xviii i ho va seguir fent als primers decennis del XIX, però amb més lentitud que la població i, fins i tot, que la producció agrària. Per això, el proveïment de cereals panificables va ser insuficient al segle xviii i va continuar mantenint aquesta condició al XIX, fins i tot d'una manera més accentuada.
L'important creixement demogràfic i, a més, els progressos de la urbanització van acabar d'incrementar les necessitats insatisfetes. Davant l'alça de la demanda interna, van augmentar els artigatges, especialment a les comarques occidentals, i la producció. Però aquesta ho va fer de forma ben moderada per la persistència de tècniques rudimentàries, de baixa eficiència, i pels limitats rendiments unitaris.
Des de la darreria del segle xviii, a l'entorn de la meitat de les necessitats interiors de blat havien de cobrir-se via importacions. Les compres es feien a diverses regions espanyoles, sobretot l'Aragó, i a l'estranger. També d'altres cereals, com l'arròs, i llegums eren importats de ports espanyols i estrangers.
Les dificultats per a l'abastament d'aliments bàsics a causa de les guerres del període revolucionari i l'elevat preu del blat van donar un gran impuls al conreu de la patata des de l'inici del segle xix. Això va suposar una autèntica, bé que modesta, revolució agrícola, ja que permetia obtenir grans quantitats d'aliments sobre terres fredes i humides, on els cereals es donaven malament. També va fer possible, en incorporar-se a la dieta alimentària, la disminució del consum de cereals per habitant i de la dependència de les importacions.

#### Una viticultura molt dinàmica
Des del final del segle xvii, l'aiguardent i el vi van adquirir la condició de productes bàsics de l'economia catalana. Així mateix va seguir succeint durant la primera meitat del segle xix, bé que de forma compartida amb els manufacturats tèxtils en allò que es refereix a les vendes a la resta d'Espanya. La preeminència a les exportacions cap a l'estranger es va mantenir força inalterada.
El principal instrument d'aquesta expansió va ser el contracte de rabassa morta, mitjançant el qual es consumava la cessió de la terra per un període molt prolongat en canvi de l'obligació de plantar-la de vinya i d'un modest cens en parts de fruits. Els artigatges van ser continus al segle xviii i es van reprendre amb gran vigor a la primera meitat del XIX.
Es van conjugar un ecosistema òptim per al conreu i una localització propera al mar i, per tant, afavorida per la possibilitat d'un transport a gran escala i a bon preu, amb àmplies i antigues experiències de navegació i de comerç internacional.
L'especialització vitícola i l'elevada rendibilitat de les vendes exteriors de vins i aiguardents van ser una de les claus principals de la potència del mercat interior de béns de consum manufacturats, base estratègica de l'arrencada industrial.

## Dels gremis a la indústria
La producció preindustrial de béns manufacturats era dispersa i a molt petita escala. Les tècniques de treball eren manuals i la venda dels productes la feien els artesans als seus obradors. Els productors havien d'observar estrictes reglamentacions quant al règim de l'empresa, el nombre de treballadors, les quantitats produïdes i les característiques de la mercaderia.
A la Catalunya del segle xviii, durant els inicis de l'economia industrial, van xocar amb l'estructura tradicional dels gremis d'artesans, que, després de segles funcionant en forma de monopolis, feien difícil el canvi. Tanmateix, el sistema gremial limitava la competència i, de fet, impedia tota innovació tecnològica i organitzativa, però Catalunya va reeixir a través d'un procés d'ampliació i transformació de la manufactura tradicional.
| « | Catalunya políticament enfonsada, personalment desfeta, serà alçapremada i refeta pel treball. Les fàbriques es multipliquen. El 1746 no es fabricava a Barcelona ni una sola vara de teixit de cotó. Aquell any Joan Pau Canals, després baró de Vall-Roja, estableix la primera fàbrica d'estampats d'indianes; el 1767, a Barcelona, solament, ja en funcionaven vint; el 1779, després de la pragmàtica proteccionista de 1771, en funcionaven vint-i-cinc, més nou de teixits de llana amb 3.000 obrers el 1792 la indústria cotonera n'ocupava a Catalunya 80.000. Les indústries del cuiro eren també pròsperes, i vers la fi del segle xviii, Catalunya arribava a exportar a la resta d'Espanya i a les Índies 700.000 parells de sabates cada any. Mantenien una certa reputació les fàbriques de vidres de Barcelona, Mataró i Palma. Era important la fabricació d'aiguardents. | » |

### L'expansió de la manufactura tradicional
La producció manufacturera va experimentar una forta expansió al segle xviii per l'augment de la població i de la renda generaven una demanda creixent de béns de consum. Així mateix, el desplegament de les relacions comercials exteriors va impulsar altres sectors, singularment la construcció naval, mentre les indústries del paper, de la fusta i del ferro - les fargues- es van estendre com mai no ho havien fet abans, i es produïen teixits de llana de més qualitat que s'exportaven a tot Espanya, en competència amb els productes estrangers.
Però tot això no constituïa una transformació qualitativa de l'economia. Només el progrés tècnic, amb un marcadíssim protagonisme del tèxtil cotoner, va permetre assolir aquest transcendental canvi de ritme que coneixem com a revolució industrial. La difusió de la indústria d'estampació d'indianes a Europa -resposta, en forma de substitució d'importacions, als teixits de cotó procedents de l'Índia- va ser el senyal de partida d'aquesta nova especialització productiva.
La imitació de les peces índies introduïdes des del final del segle xvii formava una mena d'etapa preparatòria. A Catalunya es va seguir la via clàssica des de l'estampació d'indianes cap a la filatura i el teixit dispers per a acabar a les fàbriques de la nova indústria. La manufactura cotonera es va convertir als primers decennis del vuit-cents en el sector líder de l'economia.

### La producció d'indianes
La producció d'indianes va ser present a Catalunya a partir del quart decenni del segle xviii i va contribuir a reforçar l'especialització tèxtil. Els inicis van ser força semblants als de la indianeria a Anglaterra, sota l'estímul de les polítiques mercantilistes. La peça clau va ser la prohibició reial del 1728 d'importar indianes i les iniciatives pròpies 
Així comerciants com Canals i Canet, l'artesà Serra i els mercaders Glòria, Gecseli, Gispert i Vidal amb Sala i Aranyó van contractar tècnics estrangers per a l'estampació, feta sobre teles importades però també sobre teixits elaborats a les mateixes manufactures. Darrere d'aquelles primeres empreses, moltes altres s'hi van sumar, sobretot a Barcelona, però també a Mataró, Manresa, Olot, Manlleu, Vic, Igualada i Reus.
Thomson (1994) ha afirmat que la concentració a Barcelona és un fet excepcional, atès que cap altra ciutat del continent europeu no hauria assolit el grau de concentració que s'hi comprova a la fi del segle xviii. Ja pel 1785, la manufactura catalana estampava aproximadament la meitat que els grans països productors, és a dir, Gran Bretanya, Suïssa i França.
El gros de la producció i de l'exportació es basava en l'estampació de llenços de fil importats, més que no pas en la producció de peces de cotó. La manufactura de les indianes no havia incorporat gaire el filat dins de les seves estructures: la indústria tèxtil moderna a penes existia.

### La protoindustrialització
Quan la producció manufacturera va ultrapassar el marc del sistema gremial, la manca de mà d'obra va esdevenir un problema major. Les tècniques manuals de filar requerien un enorme volum de mà d'obra per a obtenir quantitats modestes de fil.
Una solució transitòria va ser el recurs al treball a mans o putting-out system, és a dir, el treball per consignació fet pels membres de les famílies camperoles a domicili.
A l'acabament del segle xviii, un gran nombre de poblacions de l'interior de Catalunya, fins a arribar, per exemple, a les comarques de muntanya del Pallars, s'hi dedicaven. El comerciant manufacturer adquiria la primera matèria i la "consignava" a un nombre considerable de productors dispersos, en remunerava el treball i centralitzava la venda del producte.
L'organitzador del procés mantenia la capacitat de decidir què produir i en quina quantitat, mentre que el treballador artesà conservava el control sobre el procés de treball. A diferència del sistema gremial, hi havia una relació causal entre el desenvolupament de nous mercats d'exportació i l'aparició del treball a mans.
A aquest treball disponible al món rural, a causa de l'augment demogràfic, li faltaven alternatives d'ocupació. Els costos d'oportunitat, per tant, eren gairebé nuls i això permetia que hi hagués salaris molt baixos. Però, en canvi, els costos salarials de les empreses podien arribar a ser molt alts si calia cercar operaris en zones rurals massa distants: el transport i la manca de control del procés de treball en feien un sistema poc operatiu. L'única alternativa era forçar la concentració dels treballadors en grans locals construïts amb aquesta finalitat.
Les aportacions d'aquesta fórmula transitòria del putting-out a la industrialització posterior van ser diverses i importants. En tot cas permetien escapar al control dels gremis i augmentar la disponibilitat de treball i també formaven dipòsits de mà d'obra abundant i hàbil i augmentaven la dotació de capital humà en forma de capacitat empresarial.
La protoindustrialització ha precedit i, per això, ha preparat la Revolució Industrial de Catalunya.

### El progrés tecnològic, decisiu

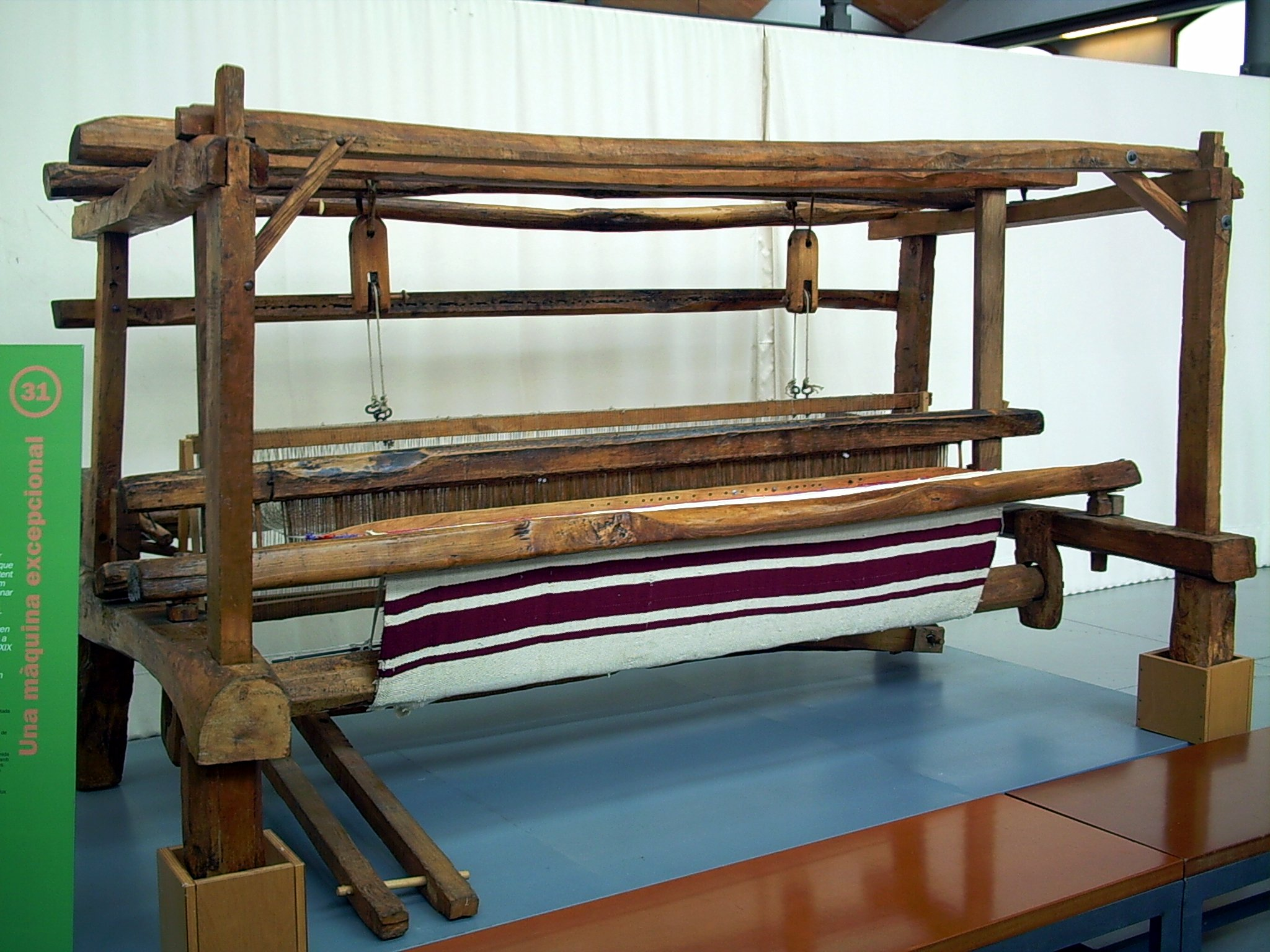
Teler tipus "Jenny", al Museu de la Ciència i de la Tècnica de Catalunya, de Terrassa.

Són moltes les condicions necessàries per a l'èxit d'un procés tan complex com la industrialització. Cal dinamisme demogràfic i estímuls a una agricultura expansiva, passant per l'existència d'una demanda potent i una certa disponibilitat de finançament. Però hi ha un únic factor decisiu: el progrés tecnològic, que és condició necessària i alhora, i per damunt de tot, suficient d'aquella transformació. Sense un flux continuat d'innovacions, aplicades de forma sistemàtica a l'ampliació de la producció i a l'elevació de la productivitat, no hi ha creixement econòmic.
De fet, el flux del canvi tecnològic és la revolució industrial. També a Catalunya, com a Gran Bretanya i als altres països avançats d'Europa, l'arrencada de la industrialització es va presentar per la introducció de noves tecnologies a la filatura de cotó i de la llana i als acabats.
La manufactura concentrada no suposava, per si sola, augments de productivitat física del treball: per a això van caldre les noves màquines:
1) El primer canvi a la filatura va ser la introducció de la spinning-jenny anglesa el 1780. Tot i ampliar-ne el nombre de fusos, entre 40 i 80, els germans Farguell, anomenats Maixerins, fusters de Berga, van produir nombroses d'aquestes màquines, conegudes amb el nom de berguedana.
2) El pas més sòlid es va produir el 1791, quan dos comerciants de Cardona, Salvador Pallerola i Manuel Flotats, van contractar el maquinista anglès Bernard Young per construir i instal·lar màquines del tipus continu (després conegudes com a water-frame), inventada l'any 1769 per Arkwright.
3) Del 1803 són les primeres proves de les més modernes mule-jennies. La difusió de la filatura va ser ajudada per la prohibició d'importar cotó filat del 1802. En pocs anys era substituït del tot pel cotó en floca. La tecnologia aplicada als primers decennis del segle xix es limitava a les màquines d'Arkwright i a les jennies dels Farguell. Les mule-jennies es van introduir lentament davant de les fortes inversions necessàries per a instal·lar fàbriques mogudes per energia hidràulica i per màquines de vapor.
En el tissatge els canvis van ser més tardans. Només a la quarta dècada del segle es va generalitzar l'ús de la llançadora volant, al mateix temps que es van introduir decididament els nous telers jacquards. Els primers telers mecànics treballaven a Sallent el 1826, a la fàbrica de Joan Vilaregut. Després es van adoptar a la gran fàbrica dels germans Bonaplata, així com les noves màquines contínues de filar. Una part important del retard s'explica pel fet que els guanys de productivitat no eren tan grans com a la filatura.
A més de les innovacions tècniques, era essencial la xarxa de distribució al mercat intern. També va ser així en el cas dels teixits de llana. La reorientació de la manufactura llanera, i especialment la draperia de Sabadell i Terrassa, cap a les qualitats més altes i la destinació cap als centres amb major capacitat adquisitiva del mercat espanyol van donar-li avantatges sobre les altres zones manufactureres.

## Una economia oberta a l'exterior
L'intens creixement del PIB durant tot el període està estretament relacionat amb l'extraordinària expansió de les relacions comercials internes i exteriors.
Tots els índexs que mesuren l'evolució de les activitats mercantils al llarg del segle xviii evidencien que el creixement, fins al decenni de 1780-1790, va ser sensiblement més gran que no pas el de la producció agrària. L'autoconsum camperol tendia a recular a causa de l'expansió sempre creixent de la producció comercialitzada.
El mateix procés d'especialització augmentava les tendències de canvi en el mode de producció cap a una economia de mercat. Per la seva naturalesa, els conreus arbustius, i sobretot la vinya, només podien generalitzar-se allí on el mercat assolia una posició nuclear, ja que no es produïen retencions per a la sembradura, com als cereals, i l'autosubsistència per al viticultor especialitzat esdevenia òbviament impracticable.
El caràcter obert de l'economia i la intensitat dels fluxos exteriors van ser decisius per a la modernització. L'element central residia en l'exportació dels productes vitícoles, en la mesura que determinava la capacitat d'importar els inputs de la manufactura. Amb el temps, els manufacturats - tèxtils però també paper i altres- van arribar a adquirir un gran espai a la base econòmica.

### La pèrdua de l'Imperi espanyol no afectà la industrialització
No és convincent, en canvi, la tesi que afirma el paper determinant de la demanda colonial americana en l'arrencada industrial. La prova, bé que indirecta, és molt contundent: la pèrdua de l'Imperi Espanyol va precedir en poc temps la major acceleració del progrés de la indústria tèxtil moderna.
Pel cantó de la demanda, allò que va permetre augmentar la competitivitat dels manufacturats va ser el mercat interior. Les compres colonials van ser molt més importants per al comerç i l'agricultura que per a la indústria. La contribució a l'impuls industrial es va produir més de manera indirecta, via l'alça de la renda dels consumidors i l'acumulació de capital, que no pas directa a través de l'adquisició dels productes de la indústria.

### El moviment comercial intern
L'augment de la renda i les necessitats d'aliments i primeres matèries de les zones d'agricultura exportadora properes al mar van fer créixer la demanda interna. Alhora les comarques productores de vi reduïen la capacitat d'autoabastir-se i les de l'interior ampliaven un corrent tradicional de mercaderies - cereals, llana, fusta, ferro i bestiar- cap a la costa.
En sentit invers, uns manufacturats cada cop més perfeccionats trobaven mercat a l'interior. Aquests efectes resultaven ampliats per una distribució de la renda no excessivament polaritzada. L'augment dels intercanvis, interiors i exteriors, incrementava la demanda de transport i de vehicles (carruatges, vaixells) i la de diversos serveis associats al comerç.
La progressiva aproximació dels preus del blat entre diferents mercats distants i la similitud de les fluctuacions cícliques, a mesura que avançava el segle xviii, feien evident la unificació del mercat i la intensificació de les transaccions interiors.
La botiga, sovint expenedoria mixta de queviures i manufacturats de tota mena, es va constituir en la palanca del nou sistema comercial. Al llarg del segle xviii es van estendre per tot el territori, començant pels nuclis urbans importants però arribant als centres comarcals i, fins i tot, als nuclis rurals petits. Als decennis inicials del segle xix, les estructures de distribució comercial a la menuda van adquirir, a Barcelona i altres ciutats, un grau d'especialització elevat.

### El moviment comercial peninsular
Les relacions amb la resta d'Espanya, sobretot amb Aragó i amb les regions marítimes, van créixer de forma contínua. En certa manera, l'inici de la formació del mercat espanyol és imputable als comerciants catalans que hi van fundar, els primers, nombrosos establiments especialitzats.
L'expansió pel mercat peninsular al segle xviii i la primera meitat del XIX es va fonamentar en l'exportació de béns agraris, vi sobretot, i d'una gran varietat de manufacturats. La primacia hauria correspost, al segle xviii, a les teles de llana i a les indianes. Dins del XIX, les vendes de teixits de cotó, encara bastos i de fils gruixuts i acabats de mediocre qualitat, van començar a disputar amb èxit el mercat a les peces britàniques.

### L'accés als mercats
L'obertura de mercats de l'interior per a la manufactura es va portar a terme a través de les fires i el mercats, així com de magatzems i corresponsals a les poblacions importants. La penetració als mercats més distants s'exercia sovint, des de la plataforma comercial de la ciutat de Madrid.
El comerç dels cereals va ser la més important de les vies del tràfic marítim d'importació, però no l'única. Destacava també la pesca -i el comerç- de la sardina a Galícia i de la tonyina a Andalusia. És del darrer terç del segle xviii el desenvolupament de la pesca, gràcies a les modernes tècniques d'arrossegament, i la gran expansió del tràfic i les vendes de les companyies catalanes establertes al litoral gallec, tant amb Barcelona com amb la resta dels ports mediterranis espanyols i, encara, amb els bascos.

### La integració econòmica espanyola
Les mesures aranzelàries dictades l'any 1821 van suposar la prohibició gairebé total d'importar blat i van introduir un règim comercial fortament proteccionista. El govern pretenia assegurar el mercat peninsular a la producció agrària interior. Per això, l'abastiment de cereals va passar a fer-se en exclusiva des de les regions amb excedents.
Els canvis institucionals i l'harmonització de les regulacions del mercat espanyol, conseqüència de la revolució liberal, van facilitar la intensificació dels intercanvis. A través del comerç de cabotatge, Catalunya adquiria de la resta d'Espanya grans quantitats de blat, llegums, oli, carns i peix, seda, llana i altres primeres matèries. Els vincles generats pel comerç peninsular van augmentar molt respecte dels segles anteriors.
Com a contrapartida, les vendes de manufacturats de consum corrent, sobretot tèxtils, van créixer de forma continuada. La unificació de mercats i l'ampliació de la demanda van operar com a element decisiu per a augmentar les quantitats produïdes i reduir els costos unitaris. L'augment de l'escala de producció, gràcies a l'accés a un mercat més ampli, era una condició necessària per a l'èxit de la posterior Revolució Industrial de Catalunya.

## El moviment comercial amb les colònies
Des de l'inici del període l'exportació catalana va tractar d'accedir als mercats colonials portuguès i espanyol a través de les places de Lisboa i Cadis a causa del règim de monopoli que hi era vigent. Les pràctiques prohibicionistes pròpies del mercantilisme van tancar l'accés a les colònies portugueses.
Les primeres expedicions directes a l'Amèrica espanyola són de mitjan segle xviii. Els decrets liberalitzadors del comerç amb Amèrica (1765, 1778) en van facilitar l'expansió. Al darrer terç del segle ja constituïen el gros de les vendes espanyoles.
El paper central del comerç corresponia a l'aiguardent i al vi. El mercat americà era destinatari quasi exclusivament de teixits estrangers de qualitat, sovint acabats a les manufactures d'indianes catalanes. També va formar part destacada de l'entramat comercial la importació de sucre, cacau, cafè i altres productes colonials, que permetien un comerç de reexportació cap a altres ports mediterranis.
Els beneficis es basaven en les grans diferències de preus determinades per la distància, les situacions de domini i el risc del mar, més que no pas en el sistema de producció regional.

### El tràfic americà en règim obert
La caiguda de l'Imperi Espanyol no va col·lapsar el comerç: consta la continuïtat fins i tot en els anys de la Guerra del Francès i després de l'emancipació de les colònies. Les trameses de vi a la regió del Plata, Mèxic i, molt més, a Cuba i Puerto Rico - espanyoles fins al 1898 - van anar en augment durant tot el segle xix.
Algunes vegades de forma directa, cap a l'Havana o San Juan. Amb freqüència a través de vaixells abanderats a l'estranger, sobretot a França i als estats italians. O bé, en fi, a través de la plaça britànica de Gibraltar. La base d'aquest comerç no era altra que l'elevada competitivitat dels vins catalans i l'existència de circuits de distribució fortament implantats.
El vi era generalment transportat a les Antilles en vaixells catalans, per a ser reexpedit cap a les altres regions. De vegades el segon transport es feia en naus estrangeres. Però quan les circumstàncies polítiques a les noves repúbliques ho feien possible, eren els mateixos vaixells catalans que s'hi adreçaven per carregar tasajo, cuiros o cotó en floca per al retorn. A San Juan (Puerto Rico) i a l'Havana, en fi, salpaven cap a Barcelona amb sucre, cafè, cacau i, sobretot, cotó.
El comerç amb Amèrica va permetre a molts catalans amassar autèntiques fortunes, que, en molts casos, revertien cap a Catalunya. L'activitat comercial es basava, principalment, en l'exportació de vi i la importació de sucre, cacau, cafè i cotó, però també en el comerç d'esclaus.
L'instrument principal va ser la creació d'autèntiques xarxes mercantils formades per catalans, però també alguns bascos, santanderins i gallecs, dedicats simultàniament al comerç d'importació i al tràfic a la menuda a nombroses poblacions americanes.
Després de l'emancipació, molts dels comerciants establerts a Santo Domingo, Mèxic, Colòmbia, Veneçuela o Florida es van reinstal·lar a Cuba i a Puerto Rico.
A partir de l'any 1807, en què les autoritats britàniques i nord-americanes van dictar la prohibició del comerç d'esclaus, una quantitat relativament gran de comerciants espanyols, i entre ells catalans, es van endinsar als circuits del tràfic esclavista, singularment en direcció a l'illa de Cuba.
L'una activitat i l'altra van permetre formar veritables fortunes. El capital d'origen americà va ser sovint objecte de transferència cap a Catalunya i va tenir, en molts casos, una funció estratègica en el finançament de la industrialització.

### El moviment comercial amb l'exterior
El comerç amb l'Europa atlàntica havia estat l'element decisiu en l'arrencada de l'especialització vitícola. Els comerciants holandesos es van interessar principalment pels destil·lats amb vista a la seva distribució pel nord del continent. La política borbònica des de la Guerra de Successió espanyola va frustrar, per un temps, aquesta línia que apuntava a l'acabament del segle xvii.
Malgrat el debilitament d'aquestes prometedores expectatives, el tràfic entre els ports catalans i els nord-europeus constitueix el principal bastió de les relacions exteriors del Principat al segle xviii. L'exportació d'aiguardent i de vins cap a Holanda i Anglaterra en va ser la base, malgrat les interrupcions provocades pels conflictes amb les distintes potències europees.
Durant el darrer terç del segle un nombre elevat de vaixells de diversa procedència, des de Rússia als joves Estats Units d'Amèrica, arribaven anualment al port de Barcelona per proveir la ciutat i gran part de Catalunya d'allò que formava la base de la dieta alimentària dels seus habitants: el blat.
El blat no era l'únic aliment obtingut a l'exterior, ja que també procedien del nord del contienent grans quantitats de peix salat -bacallà, arengades i tonyina- que asseguraven la ingesta de proteïnes en l'alimentació popular.
El control dels intercanvis era exercit fonamentalment per comerciants holandesos i anglesos, instal·lats a les places catalanes en molts casos, o bé a través d'associacions amb mercaders locals. La balança comercial amb el nord d'Europa era regularment deficitària però resultava compensada pel superàvit amb les colònies. A la darreria del segle xviii, el tràfic quedava debilitat no solament per la política espanyola sinó també pels entrebancs introduïts per altres països productors.

### Cap a la Revolució Industrial
Els primers decennis del segle xix van retrocedir el comerç internacional de l'economia catalana, en favor dels intercanvis amb la resta d'Espanya, els residus colonials de Cuba i Puerto Rico i, a través seu, amb l'antiga Amèrica espanyola.
Tanmateix, la importació de béns d'equipament, afavorida per les franquícies concedides al decenni de 1820-1830, va ser la primera palanca per a la recuperació del tràfic amb l'Europa atlàntica. Només a partir de 1840, amb l'impuls de la mecanització i l'adquisició de carbó per a la nova indústria tornava a situar aquestes àrees mercantils en l'òrbita del tràfic català en condicions estratègiques. Començava la Revolució Industrial de Catalunya.